# 松苏瓦
松苏瓦（法語：Somsois，法語發音：[sɔ̃swa]）是法国马恩省的一个市镇，属于维特里勒弗朗索瓦区。

## 地理
松苏瓦（48°35'45"N, 4°30'13"E）面积21.31 平方千米，位于法国大東部大區马恩省，该省份为法国东北部内陆省份，北起阿登省，西北接埃纳省，西南接塞纳-马恩省，南至奥布省，东南接上马恩省，东临默兹省。
与松苏瓦接壤的市镇（或旧市镇、城区）包括：莱里维耶尔-昂吕埃勒、沙普莱讷、日尼-比西、利尼翁、马尔热里-昂库尔、勒梅蒂耶尔瑟兰、圣谢龙、圣旺-栋普罗。

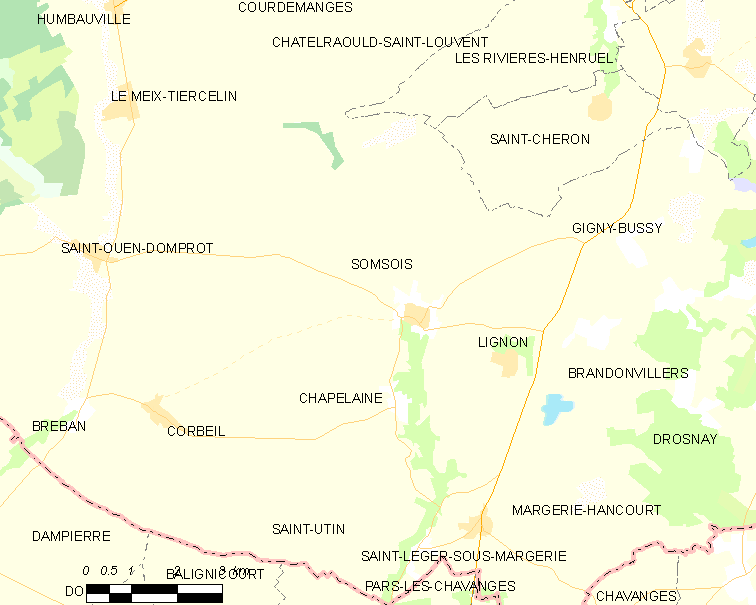
松苏瓦的OSM定位图

松苏瓦的时区为UTC+01:00、UTC+02:00（夏令时）。

## 行政
松苏瓦的邮政编码为51290，INSEE市镇编码为51551。

## 政治
松苏瓦所属的省级选区为维特里勒弗朗索瓦-香槟-代尔县。

## 人口

1962-2008年间松苏瓦人口变化图示

松苏瓦于2022年1月1日时的人口数量为192人。